# Grădina Icoanei

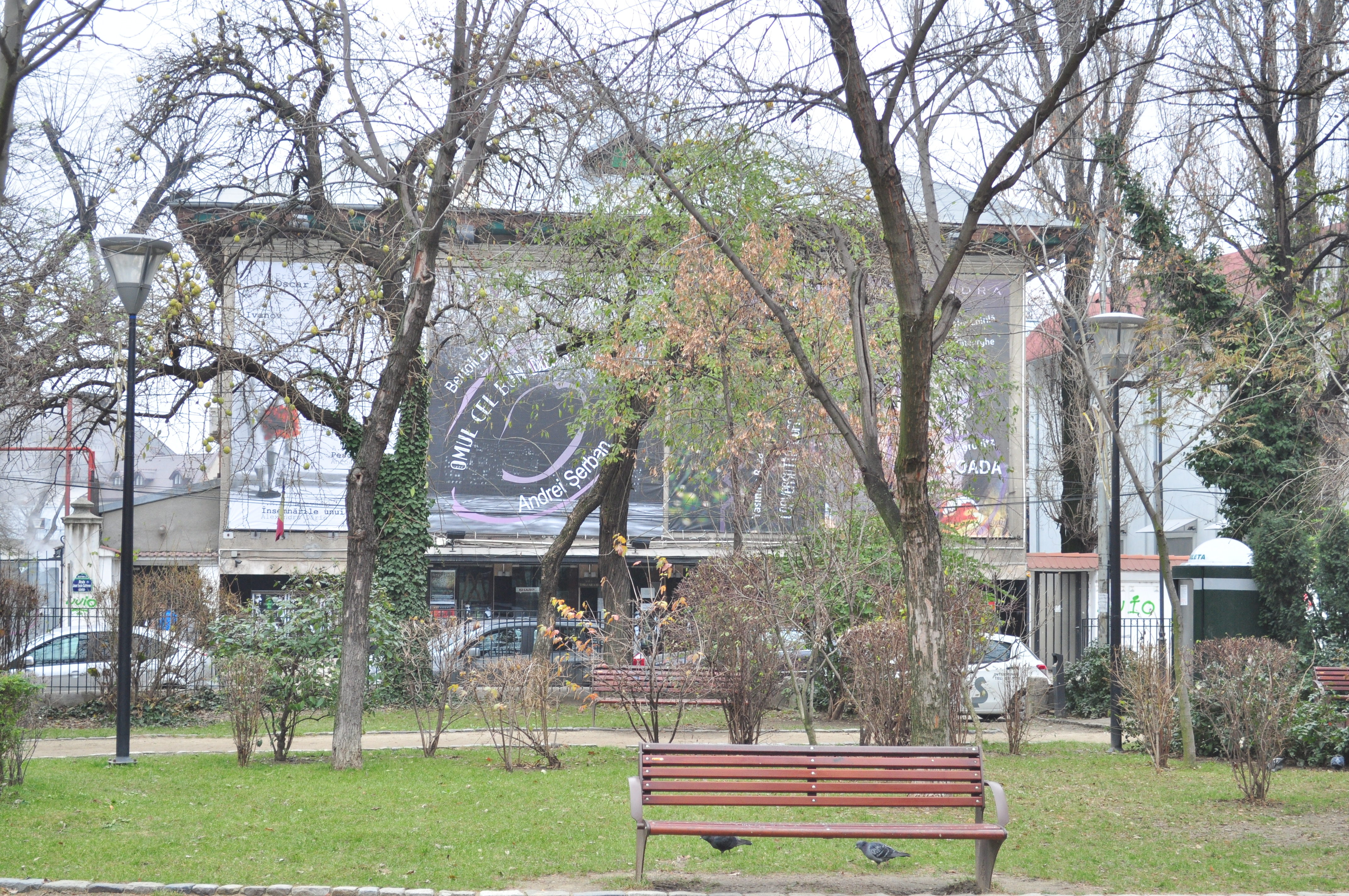
El Teatre Bulandra amb l'escenari Toma Caragiu, vist des de Grădina Icoanei

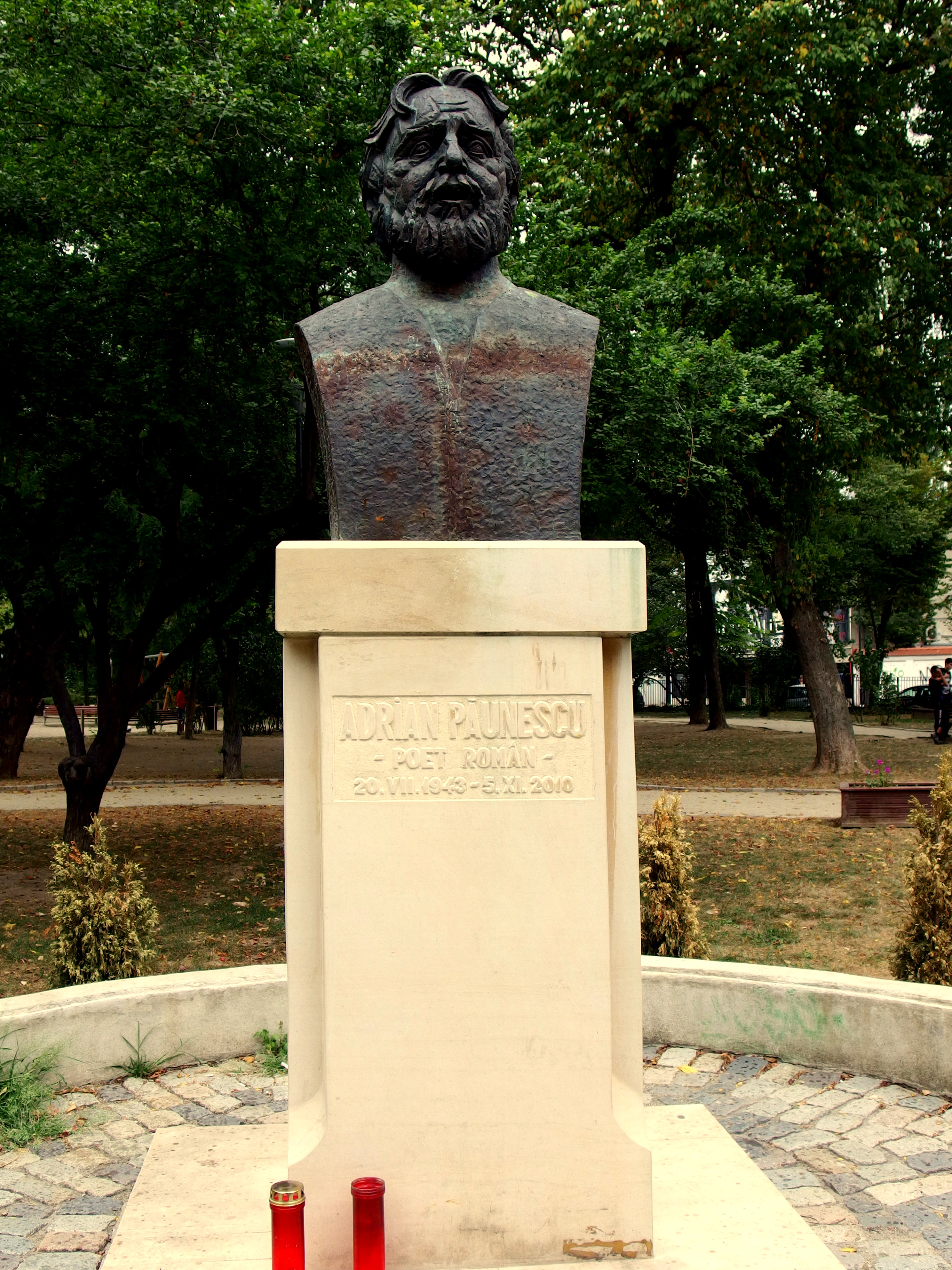
Bust d'Adrian Păunescu

La Grădina Icoanei ("Jardí de les icones") és un petit parc al centre de Bucarest, situat no gaire lluny de Piața Romană i Bulevardul Magheru. El parc, situat al costat de la plaça Gheorghe Cantacuzino al sector 2 de la ciutat, es va inaugurar l'any 1873.
El parc té una superfície de 2,4 hectàrees i atrau una mitjana de 1.100 visitants un dia de cap de setmana. El Teatre Bulandra (l'escenari Toma Caragiu, Sala Toma Caragiu), el parc Ioanid (ara anomenat "Ion Voicu"), l'església Icoanei, i l'església Anglicana es troben als voltants del parc.

## Història
En un plànol de la ciutat de 1852, l'àrea ocupada ara pel parc va ser designada com Maidanul Stăpânirii, que significava una plaça de la ciutat de propietat de la ciutat. A la zona hi havia l'estany d'Icoana, d'on va sorgir el rierol de Bucureștioara, i un bosquet boscós, que formava el nucli del parc actual. L'estany, que cobria unes 20 hectàrees, va ser drenat entre 1832 i 1846, durant els esforços de desenvolupament urbanístic impulsats pel general Pavel Kiseleff i el Reglament Orgànic. La construcció del parc es va fer entre 1870 i 1873, a partir de plànols dibuixats per l'arquitecte Karl Kuchnovsky i aprovats per Grigore Cerchez, mentre que el paisatgisme va ser realitzat per l'horticultor Louis Leyvraz el 1873. En aquella època, el jardí es trobava als afores de la ciutat; era un lloc on es feien festes, es reunien els amants i els violinistes cantaven entre els matolls.
A l'entrada del parc, una estàtua de George C. Cantacuzino-Râfoveanu, realitzada per l'escultor francès Ernest Henri Dubois, es va inaugurar l'any 1904. Un personatge femení es troba a la base de l'estàtua, subjectant una tauleta amb la mà esquerra; la ploma que tenia a la mà dreta ha desaparegut des de llavors. En un altre racó de Grădina Icoanei hi ha el bust de bronze d'Adrian Păunescu, un poeta que vivia prop del parc; el bust, realitzat pels escultors Ioan Deac-Bistrița i Dragoș Neagoe, es va inaugurar l'any 2012.